# Giga
Giga (symbool: G) is het SI-voorvoegsel dat gebruikt wordt om een factor 109 (één miljard) aan te duiden. Bijvoorbeeld: een miljard watt (W) is 1 gigawatt (GW).
In de informatica wordt giga soms gebruikt om een aantal van 1.073.741.824 oftewel 230 aan te geven (bijvoorbeeld 1 GB = 1 gigabyte = 1024 megabyte = 1024 × 1024 kilobyte). Dit is echter niet terecht. Een dergelijk getal zou aangegeven moeten worden als GiB (gibibyte). (zie: veelvouden van bytes).
Het SI-voorvoegsel 'giga' wordt gebruikt sinds de invoering van het SI-stelsel in 1960. De naam 'giga' is afgeleid van het Griekse γίγας (gigas) voor reus of gigant.